# Каракоз Олена Олександрівна
Каракоз Олена Олександрівна (02.01.1980) — український бібліограф, заступник декана факультету Інформаційної політики й кібербезпеки [Архівовано 11 травня 2021 у Wayback Machine.] Київського національного університету культури та мистецтв, кандидат історичних наук, доцент. Автор близько 30 наукових та навчально — методичних друкованих праць, організатор та учасник всеукраїнських та міжнародних конференцій, науковий керівник дипломних та курсових робіт.

## Коло наукових інтересів
Книга в історії та культурі України, сучасні концепції книгознавства, соціально-комунікаційні основи формування культурно-інформаційного простору, підготовка кадрів для бібліотечно-інформаційної галузі.

## Викладає дисципліни
- Історія книги і книгознавство
- Експертиза рідкісних книг
- Бібліотечна професіологія

## Основні публікації
1. Витоки бібліотечної цензури на Україні // Вісник Книжкової палати.- 2002 .- № 6. — С. 33-37.
2. Бібліотека як складова частина радянської ідеологічної системи // Бібліотечна планета.- 2003. — № 3 — С. 20-25.
3. Формування методів бібліотечної цензури// Праці Національного Педагогічного університету ім. М. Драгоманова: Зб.наук. праць.-Вип.3.-Київ, 2004 . — С. 60-67.
4. Бібліотечна цензура в Україні у двадцяті роки ХХ століття // Вісник Книжкової палати. — 2004. — № 11. — С. 29-33.
5. Театральна цензура в Україні як один із збудників процесу еміграції // Українська театральна діаспора в контексті державної мовної та культурної політики: Матеріали Першого та другого культурологічних міжнародних симпозіумів.-К,,2006.-С.125-128.
6. Міжнародні комунікації як засіб формування культурно-інформаційного простору України // Культура в сучасному українському суспільстві: стан та проблеми: науково-практична конференція., Київ, 6-7 червня 2008 р./ КНУКіМ, Ін-т психології АПН України.- К., 2008.-С. 44-45.
7. Цензура як одна з форм державної інформаційної політики: звітна науково-творча конференція професорсько-викладацького складу та аспірантів КНУКіМ/ КНУКіМ.- К.,2008.-С. [5]
8. Цензура в біографічних виданнях радянської доби // Проблеми гармонізації традиційних і новітніх бібліотечно-інформаційних ресурсів: міжнародна наукова конференція (секція Книжкові та електронні біографічні видання: спільне і відмінне, традиції і новаторство)., Київ, 8 жовтня 2008 р./ НБУВ.-К.,2008.- С. [30]
9. Роль міжнародних комунікацій у формуванні світового інформаційного простору // Проблеми гармонізації традиційних і новітніх бібліотечно-інформаційних ресурсів: міжнародна наукова конференція (секція Інформаційні ресурси сучасної наукової бібліотеки)., Київ, 8 жовтня 2008 р./ НБУВ.-К.,2008.- С. [7]
10. Роль і значення курсу «Історія книги» у підготовці фахівців бібліотечної галузі // Державна історична бібліотека України: історія, сучасність, майбутнє: міжнародна науково-практична конференція приурочена до 70-річчя заснування Державної історичної бібліотеки/Державна історична бібліотека України.-К.,2009.-С.224-226
11. Проблема цензури в біографіях українських бібліотекознавців радянської доби// Українська біографістика: науково-теоретичні, методичні та практичні здобутки: п'яті Чишківські читання з історичної біографістики присвячені пам'яті засновника і першого директора Інституту біографічних досліджень НБУВ, Президента Українського біографічного товариства Віталія Сергійовича Чишка (1951—2003)., Київ, 18 червня 2009/ НБУВ.-К.,2009.-С.[4]
12. Діячі української книги початку ХХ століття.: історичні портрети//Формування і розвиток бібліотечного електронного середовища: міжнародна наукова конференція.,Київ 6 жовтня 2011./ НБУВ.-К.,2011 -С. [33]
13. Кадрова політика у бібліотеках України в 20-30-х рр. ХХ століття // «Бібліотечне краєзнавство у культурному просторі України»: міжнародна науково-практична конференція., Київ 22 листопада 2011/Державна історична бібліотека України .-К., 2011.-С. 70-72
14. Зміст та особливості цензури в публічних бібліотеках України у 20-х рр. ХХ ст. / О. О. Каракоз // // Бібліотечне краєзнавство у культурному просторі України: зб. матеріалів Всеукр. наук.-практ. конф., м. Київ, 20 листоп. 2013 р. / М-во культури України, Нац. іст. б-ка України, Нац. спілка краєзнавців України, КНУКіМ. — Київ, 2014. — С. 70–73. — (ІІ Краєзнавчі читання пам'яті Петра Тронька)
15. Каракоз О. О. Цензура в публічних бібліотеках України у 30-х роках ХХ століття / О. О. Каракоз // Комунікац. технології: наук. журн. / Київ. нац. ун-т культури і мистецтв, Ін-т журналістики і міжнар. відносин. — Київ, 2014. — Т. 5. — С. 112—120.
16. Каракоз О. О. Цензура в публічних бібліотеках України 1917—1939 р.р.: монографія.-Київ: Видавництво Ліра-К 2015.-180 с.